# 1-옥타코사놀
1-옥타코사놀(1-Octacosanol, n-옥타코사놀, 옥타코실 알코올, 클루이틸 알코올, 몬타닐 알코올로도 알려짐)은 많은 유칼립투스속 종의 잎, 대부분의 여물 및 곡류 풀 종, 아카시아속, 클로버속, 완두속 및 기타 많은 협과 속 등 식물의 표피 왁스에서 흔히 발견되는 직쇄 지방족 28-탄소 일차 지방 알코올이며, 때로는 주요 왁스 성분이기도 하다. 옥타코사놀은 밀 배아에서도 발견된다.

## 화학
옥타코사놀은 물에 녹지 않지만 저분자 알칸과 클로로포름에 자유롭게 용해된다.

## 생물학적 영향
옥타코사놀은 혼합물인 폴리코사놀의 주성분이다. 옥타코사놀은 파킨슨병 환자에게 잠재적인 이점이 있는지 예비 연구 대상이 되었다. 연구에서는 옥타코사놀이 콜레스테롤 생성을 억제할 수 있음을 발견하기도 했다. 쥐 실험에서 옥타코사놀은 스트레스를 감소시키고 스트레스로 인해 영향을 받은 수면을 정상으로 회복시켰다.